# Sexualpräferenz
Sexualpräferenz oder sexuelle Präferenz (auch sexuelle Neigung, sexuelle Vorliebe, o. Ä.) ist ein Oberbegriff für alle sexuellen Vorlieben, Neigungen, Wünsche und Phantasien von Menschen, die sich in entsprechenden sexuellen Verhaltensweisen äußern können. Die Vorlieben können sich auf bestimmte sexuelle Praktiken oder auf bestimmte Sexualpartner bzw. -objekte beziehen.

## Überblick
Menschliche Sexualpräferenzen sind äußerst differenziert. Nachfolgend sind daher nur einige der grundlegendsten menschlichen Sexualpräferenzen aufgeführt. Es existiert eine Vielzahl weiterer Präferenzen, ebenfalls häufig sind bspw. bestimmte Persönlichkeitstypen oder äußere Erscheinungsbilder (Körperbautypen, Haarfarben etc.).

### Nach gesellschaftlicher Akzeptanz
Gesellschaftlich unterschieden werden regelmäßig
- nicht pathologische, also „gesunde“ Sexualpräferenzen und
- pathologische, also „krankhaft gestörte“ Sexualpräferenzen. Diese werden als Paraphilien oder Perversionen bezeichnet und sind dadurch definiert, dass sich die Sexualität auf unbelebte Objekte, auf Schmerz, Demütigung oder auf nicht einwilligende und nicht einwilligungsfähige Personen wie Kinder fokussiert und dass die Störungen in klinisch bedeutsamer Weise Leiden oder Beeinträchtigung bei der betroffenen Person oder ihrem Opfer hervorrufen.

Diese Einteilung ist umstritten, da sie regelmäßig einem starken gesellschaftlichen Wandel unterliegt.

### Nach Anzahl der Partner
- Monogamie: maximal einer
- Polygamie: potenziell mehrere

### Nach Geschlecht der Partner
Die sexuelle Orientierung bezieht sich auf das Geschlecht der bevorzugten Liebes- oder Sexualpartner. Sie ist die Ausrichtung der emotionalen, romantischen und sexuellen Interessen einer Person im Hinblick auf das Geschlecht der gewünschten Partner. Der Begriff sexuelle Orientierung bezeichnet das Spektrum von Heterosexualität über Bisexualität bis Homosexualität oder Asexualität als Gegenpol der gesamten Bandbreite. Sie wird teilweise als Teilaspekt der Sexualpräferenzen gesehen. In der Umgangssprache wird manchmal fälschlicherweise der Begriff sexuelle Präferenz verwendet, wenn die sexuelle Orientierung gemeint ist. Teilweise wird der Begriff der Sexualpräferenzen allerdings enger definiert als durch Konditionierung Erlernbares und die sexuelle Orientierung demnach nicht hinzugezählt, da diese üblicherweise angeboren ist. Sexualpräferenz und sexuelle Orientierung seien demnach zwei voneinander unabhängige Dimensionen; ob jemand BDSM mag bspw., sei unabhängig davon, ob er oder sie hetero-, homo- oder bisexuell ist. Die sexuellen Wünsche und Verhaltensweisen einer Person ließen sich so charakterisieren durch Kombination (1) ihrer sexuellen Präferenz(en) mit (2) ihrer sexuellen Orientierung. In neuerer Zeit wird der Versuch gemacht, als dritte Dimension die „sexuelle Ausrichtung“ einzuführen, die sich auf das Alter der bevorzugten Sexualpartner bezieht; dieser Ansatz ist aber bisher nicht etabliert.

### Nach Alter der Partner
- Pädophilie: nicht geschlechtsreife Kinder
- Neoterophilie/Hebephilie/Ephebophilie/Päderastie/Parthenophilie/Lolitakomplex: Jugendliche bzw. deutlich jüngere Menschen
- Teleiophilie: Erwachsene
- Gerontophilie: alte bzw. deutlich ältere Menschen